# Гуйнань
Гуйна́нь (кит. упр. 贵南, пиньинь Guìnán, буквально: «южная часть Гуйдэ») — уезд Хайнань-Тибетского автономного округа провинции Цинхай (КНР).

## История
Уезд был выделен в июле 1953 года из уезда Гуйдэ. 6 декабря 1953 года был создан Хайнань-Тибетский автономный район (海南藏族自治区), и уезд вошёл в его состав. 5 июня 1955 года Хайнань-Тибетский автономный район был преобразован в Хайнань-Тибетский автономный округ.

## Административное деление
Уезд Гуйнань делится на 2 посёлка и 4 волости.

## Экономика
В уезде ведётся строительство гидроаккумулирующей электростанции с максимальной мощностью накопления энергии около 20 млн кВт-ч.